# Ideopsis turneri
Ideopsis turneri är en fjärilsart som beskrevs av Butler 1878. Ideopsis turneri ingår i släktet Ideopsis och familjen praktfjärilar. Inga underarter finns listade i Catalogue of Life.